# Dziel i rządź
Dziel i rządź (łac. divide et impera) – zasada wzniecania wewnętrznych konfliktów wśród wrogów, na przykład między ludami na podbitych terenach, aby nimi rządzić. Jako pierwsi stosowali ją starożytni Rzymianie na Półwyspie Apenińskim: podpisywali umowy z podbitymi ludami, zwanymi odtąd „sprzymierzeńcami”, którym nie wolno było podpisywać umów między sobą, przez co prowincje nie mogły się zjednoczyć, aby pokonać Rzymian.
Zasadę tę stosowano także w polityce wewnętrznej państw. Postępowali tak już cesarze rzymscy, ale kolejnym przykładem jest król Francji Ludwik XIV, który wykorzystywał ambicje jednych ministrów przeciwko innym, by żaden z nich nie zajął zbyt silnej pozycji i stał się dla monarchy niezastąpionym. Jest to taktyka silniejszych i zwierzchnich ośrodków władzy, które bronią swej pozycji, osłabiając walkami opozycję.
We współczesnych, demokratycznych państwach zasada ta jest postrzegana negatywnie, ze względu na jej destrukcyjne efekty i antysolidarystyczne oblicze. 

## W okresie zaborów
Przykładem zasady jest wsparcie od 1848 r. przez władze austriackie ruskiego ruchu greckokatolickiego, a później ukraińskiego, który przeciwstawiano polskiej przewadze politycznej i gospodarczej w Galicji.
Rosja carska wspierała natomiast odrębną świadomość ruską na ziemiach zabranych, a po przymusowej likwidacji w 1839 r. kościoła unickiego i wymuszonym powrocie do prawosławia ludność tę traktowano jako „naród rosyjski”.
Władze niemieckie i pruskie w swojej polityce również starały się zapobiec wytworzeniu się lub utrzymaniu poczucia wspólnoty wśród obywateli państwa, którzy używali języka polskiego i gwar tego języka. Na przykład przerysowywano różnice językowe wprowadzając terminy typu „Wasserpolen”, albo w spisach ludności stosowano kategorie Mazurzy, Warmiacy itp., wspierano także organizacje, których działalność kulturalna akcentowała odrębność od narodu polskiego i jedność polityczną z państwem niemieckim.

## II Rzeczpospolita
W imię polskiej racji stanu lub przynajmniej jej wykładni, stosując zasadę „dziel i rządź” polscy urzędnicy przypisywali niektórych „tutejszych” Białorusinów do grupy etnicznej Poleszuków. Aby rozbić ukraiński ruch narodowy, Polacy w sposób typowy dla zasady divide et impera promowali identyfikację Hucułów, Łemków, zwalniając ukraińskich nauczycieli, zastępując ich rosyjskojęzycznymi, a następnie polskojęzycznymi.

## II wojna światowa
Zasadę dziel i rządź wobec ludności okupowanej Polski zastosowali także naziści. Według niej przeprowadzono plany germanizacyjne skierowane wobec etnicznych mieszkańców różnych polskich regionów. Heinrich Himmler w swoim ściśle tajnym memorandum pt. Traktowanie Obcych rasowo na wschodzie, z 25 maja 1940 roku opisał niemiecką taktykę w Polsce: „Musimy podzielić Polskę na tak wiele różnych grup etnicznych, na wiele części i podzielonych grup jak to jest tylko możliwe”. Natomiast w swoich refleksjach pt. Kilka myśli o traktowaniu obcoplemiennych na wschodzie pisze:
Musimy starać się uznawać i podtrzymywać jak najwięcej odrębnych narodowości, a więc obok Polaków i Żydów także Ukraińców, Białorusinów, Górali, Łemków i Kaszubów. Jeśli gdziekolwiek jeszcze się da znaleźć jakieś odłamy narodowościowe – to te także.(...) Chcę przez to powiedzieć, że najbardziej zainteresowani jesteśmy nie tym, ażeby ludność wschodu jednoczyć, lecz przeciwnie, ażeby ją rozbić na możliwie wiele części i odłamów. Nie leży w naszym interesie doprowadzanie wymienionych narodowości do jedności i wielkości i stopniowe budzenie wśród nich świadomości narodowej i rozwijanie kultury narodowej, lecz przeciwnie, rozbicie ich na niezliczone małe odłamy i cząstki. (...) W ciągu (...) 4 do 5 lat np. pojęcie Kaszubów musi stać się nieznane, ponieważ wówczas kaszubskiego narodu już nie będzie (odnosi się to szczególnie do Prus zachodnich). Musi być także możliwe w okresie nieco dłuższym spowodowanie zniknięcia na naszym obszarze narodowych pojęć Ukraińców, Górali i Łemków. To co zostało powiedziane o tych odłamach narodowych, odnosi się w odpowiednio większych rozmiarach także do Polaków.